# Атчабаров, Бахия Атчабарович
Бахия Атчабарович Атчабаров (1 сентября 1919, аул № 1, Семипалатинская область — 2010) — заслуженный врач Казахстана (1961 г.), доктор медицинских наук (1968 г.), профессор (1969 г.), академик НАН РК (2004 г.).

## Биография
Происходит из порода шор рода Каракесек племени аргын.
В 1952—1984 годах директор Института краевой патологии АН Казахстана.
С 1996 года Почетный директор НИИ гигиены и проф-заболеваний Министерства здравоохранения РК, затем — Почетный директор Научного центра гигиены и эпидемиологии Министерства здравоохранения РК.
Развил научные направления; эпидемиология и клиника Ку-лихорадки, лептоспироза, бруцеллеза, аллергологии; гигиена труда в промышленности и сельского хозяйства. Атчабаров руководил комплексной программой по изучению вредного влияния на здоровье людей испытаний атомного оружия на Семипалатинском полигоне.
Скончался в 2010 году, похоронен на Кенсайском кладбище.

## Награды
- Два ордена «Красной Звезды»,
- Орден «Отечественной войны»,
- Орден «Октябрьской революции»,
- Орден «Курмет» (2000)
- Премии им. К. И. Сатпаева (1999).

## Сочинения
- Клиническая невропатология при артериальной гипертонии, А,-А., 1953;
- Поражении нервной системы при свинцовой интоксикации, А.-А., 1966;
- Новый метод измерения ликворного давления, А.-А., 1974;
- Парабиоз — основа общебиологической реакции па повреждающее действие токсических веществ // Гигиена труда и профзаболеваний (М.), № 9, 1981;
- Клиницист (А.), № 2,1995;
- Концепция восстановления экологического равновесия в зоне Аральского моря, А.-А., 1992;
- Очерки физиологии и патофизиологии ликвородинамики и внутричерепного давления, А.—Караганда, 1996;
- Улучшение здоровья населения в аулах — насущная современная проблема, А., 2001;
- Заблуждения, ложь и истина по вопросу оценки влияния на здоровье людей испытания атомного оружия на Семипалатинском ядерном полигоне, А., 2002.